# Амвросій Грабовський
Амвросій Грабовський (пол. Ambroży Grabowski; 7 грудня 1782, м. Кенти — 4 липня 1868, Краків) — польський книгар, історик, колекціонер і видавець історичних джерел.

## Життєпис
Народився в м. Кенти (Польща). Досліджував історію Кракова. Опублікував збірники документів, що містять листи і мемуари з історії визвольної боротьби українського народу в 17 ст.: «Listy króla Władysława IV» («Листи короля Владислава IV», 1834–36 рр.), «Starożytności historyczne polskie» («Польські історичні старожитності», 1845, т. 1–2), «Ojczyste spominki» («Вітчизняні пам'ятки», 1845, т. 1–2). В останньому творі помістив діаруші про військові події в Україні 1649, 1651, 1660, 1671 (т. 1) та листування Б.Хмельницького й П.Дорошенка (т. 2). 
Саме він у 1824 році під час своїх досліджень визначив ім’я автора Маріацького вівтаря, який був забутий протягом століть - Віта Ствоша.
Помер у м. Краків.